# John Brian Harley
John Brian Harley, dit Brian Harley ou J. B. Harley, né le 24 juillet 1932 et mort le 20 décembre 1991, est un géographe, cartographe et historien de la cartographie des universités de Birmingham, Liverpool, Exeter et Wisconsin–Milwaukee. Il participe à la fondation de l'History of Cartography Project (en) et est co-éditeur de l'ouvrage The History of Cartography qui en résulte. Le travail de Harley a une grande notoriété au sein de la géographie et des sciences sociales, notamment du fait de l'émergence de la cartographie critique qu'il a contribué à fonder.

## Biographie et carrière
John Brian Harley naît à Bristol le 24 juillet 1932. Il est adopté à l'âge de 3 ans par John Jack Harley et Emily Louise Rogers et grandit dans le Staffordshire. De 1943 à 1950 il fréquente la grammar school de Brewood près de Wolverhampton,,. Il obtient le Higher School Certificate.
Il réalise son service militaire de 1950 à 1952 dans la Royal Army à Trieste, en Egypte et à Chypre puis obtient une place à l'université de Birmingham en 1952,. Il obtient une licence en 1955.
Après avoir obtenu son diplôme d'enseignement (Diploma of Education) de l'university College d'Oxford en 1956, il retourne étudier à Birmingham grâce à une bourse d'Etat sous la direction de Harry Thorpe,. Il est influencé par les travaux et de marxisme de Rodney Hilton et obtient un doctorat en 1960.
Il commence à enseigner à la Queensbridge School de Moseley en septembre 1958.
J. B. Harley se voit offrir un poste de chargé de cours adjoint (assistant lecturer) en géographie à l'université de Liverpool et prend ce poste en janvier 1959. Il se tourne alors vers l'histoire de la cartographie, et publie l'ouvrage Christopher Greenwood, County Map-Maker en 1962.
En 1969, J. B. Harley démissionne de l'université de Liverpool pour devenir rédacteur en chef chez les éditeurs David & Charles à Newton Abbot.
En mars 1970, il est nommé maître de conférences (lecturer) à l'université d'Exeter. Il devient "Montefiore reader in geography" en 1972 à la mort de son prédécesseur. Son intérêt principal à Exeter est l'histoire de l'Ordnance Survey. En 1975 il publie Ordnance Survey Maps: a Descriptive Manual, issu de ses travaux sur l'histoire de l'Ordnance Survey. Il continue en parallèle ses activités d'édition comme consultant.
À partir de 1977 il travaille sur l'History of Cartography en six volumes avec David Woodward pour les Chicago University Press. Le premier volume est publié en 1987.
À partir des années 1980, Harley se tourne vers une vision philosophique des cartes. En 1985, il reçoit le titre de docteur ès lettres de l'université de Birmingham.
Malgré sa distinction académique, il n'obtient pas de promotion en Grande-Bretagne. Après la mort de sa femme et de son fils, il déménage aux États-Unis en 1986, où il est nommé professeur (full professor) de géographie à l'université du Wisconsin-Milwaukee.
Peu de temps avant sa mort il réalise un nouveau livre combinant une sélection d'essais portant sur sa conception de la philosophie de la cartographie, finalement publié en 2001 sous le titre The New Nature of Maps.

## Responsabilités administratives et éditoriales
J. B. Harley siège au conseil de plusieurs sociétés scientifiques dont l'Institute of British Geographers de 1971 à 1974.
Il a différentes activités d'édition : pour David & Charles jusqu'à 1976, puis pour Dawsons entre 1976 et 1979, comme membre du comité éditorial pour l'histoire officielle de l'Ordnance Survey, comme membre du comité des publications de l'Institute of British Geographers de 1972 à 1979, comme conseiller éditorial du Map Collector et comme éditeur consultant pour l'atlas Ordnance de l'Automobile Association.
A l'université du Wisconsin-Milwaukee il est directeur de l'Office pour l'histoire des cartes (Office for Map History) à la bibliothèque Golda Meir de l'université, qui abrite la collection de cartes de l'American Geographical Society.

## Travaux
Les travaux de J. B. Harley peuvent se classer en deux périodes : une première période de travaux classiques de géographie historique, puis une seconde période à partir des années 1980 centrée sur une réflexion théorique sur l'histoire de la cartographie. Ses réflexions sont marquée d'abord par les influences critiques et marxistes des années 1970 et 1980 puis par la postmodernité.
Les travaux de J. B. Harley de sa deuxième période sont marqués par son idée que les cartes ne sont pas que des artefacts qui ne font qu'enregistrer les contours des côtes et des pays. Selon William Ravenhill, il plaide pour que « l'agenda caché (hidden agenda) » des cartes soit exposé. En effet, pour J. B. Harley, les cartes ne sont pas que des représentations passives de l'espace mais sont aussi l'expression de structures sociales, d'aspirations politiques et d'exercice de pouvoir et de domination.

### «Deconstructing the map» et fondation de la cartographie critique
L'article « Deconstructing the map » de J. B. Harley, publié dans la revue Cartographica en 1989, est considéré comme l'article fondateur de la cartographie critique. D'après Matthieu Noucher, J. B. Harley a « inspiré de nombreux travaux en sciences sociales, démontrant l’effet de vérité des cartes et leurs intentionnalités masquées ». L'article est cité plus de 3400 fois d'après Google Scholar, est republié dans plusieurs anthologies de géographie et cartographie et a fait l'objet de recensions et de réponses plusieurs décennies après sa publication, notamment à l'occasion des 25 ans de sa publication.

### Controverses et critiques
J. B. Harley est impliqué dans des controverses entourant les célébrations de Christophe Colomb avec la publication de son ouvrage Maps and the Columbian Encounter en 1990. Dans cet ouvrage, il propose un guide interprétatif pour accompagner l'exposition de cartes réalisées entre les XIVe et XVIIe siècles à l'occasion du 500ème anniversaire du voyage de Christophe Colomb vers l'Amérique en 1492. Il y invite les spectateurs à voir ces cartes comme des instruments actifs de pouvoir et comme un témoignage des idéologies conflictuelles et des stéréotypes et mythes de l'époque autant que de la géographie réelle.
Les idées et travaux de J. B. Brian sont considérés comme pionniers mais sont aussi très critiqués. Certaines de ses thèses sont par exemple jugées comme douteuses, suspectes ou contradictoires et un certain manque de rigueur de sa part est dénoncé par John Harwood Andrews.
D'après Gilles Palsky :

« La vision sélective et orientée de la carte est systématiquement associée par Harley aux entreprises de domination (absolutisme, nationalisme, colonialisme), à des intentions toujours jugées mauvaises (l’exploitation, la guerre, le profit, l’oppression). Les cartes mentent, manipulent, mystifient. De façon intentionnelle ou non ? Toutes les cartes ou une partie d’entre elles ? L’auteur oscille entre position radicale ou plus nuancée, mais les exemples qu’il choisit vont toujours dans le même sens. À partir d’une posture épistémologiquement acceptable : la carte, comme langage graphique, nous parle de nous, de nos cultures et de nos sociétés, autant que du monde qu’elle prétend représenter, Harley dérive vers une théorie du complot qui dessert son propos. »

## Vie privée
J. B. Harley épouse Amy Doreen le 14 décembre 1957.
Sa femme décède en 1983, son fils moins d'un an plus tard,. Il a trois autres filles, Karen Richardson, Claire Harley et Sarah Harley.
Harley décède subitement d'une crise cardiaque en conduisant le 20 décembre 1991 à Milwaukee,. Il est incinéré à Milwaukee et ses cendres sont enterrées à Newton Abbot.

## Distinctions et hommages
En 1955 il obtient le W. A. Cadbury Prize pour avoir été le meilleur étudiant de sa promotion.
Le J. B. Harley Research Trust est créé à Londres en 1992. Ce fonds offre des bourses  pour permettre à des chercheurs du monde entier de mener des recherches avancées sur l'histoire de la cartographie dans les archives et les bibliothèques du Royaume-Uni.
Un numéro spécial de 2015 de la revue scientifique Cartographica s'intitule « Deconstructing the Map: 25 Years On » et porte sur l'article « Deconstructing the Map » de J. B. Harley publié en 1989.

## Principales publications
- J. B. Harley, The historian's guide to Ordnance Survey maps, 1964
- J. B. Harley, Maps for the Local Historian : a Guide to the British Sources, National Council Social Service, 1972 (ISBN 0-7199-0834-5)
- J. B. Harley, Ordnance Survey Maps : a descriptive manual, Southampton, Ordnance Survey, 1975 (ISBN 0-3190-0000-1)
- J. B. Harley and Yolande O'Donoghue (Editors), The Old Series Ordnance Survey Maps of England and Wales : Scale 1 Inch to 1 Mile : A Reproduction of the 110 Sheets of the Survey in Early State in 10 Volumes : Volume I. Kent, Essex, E. Sussex and S. Suffolk, Kent, Harry Margary, 1975 (ISBN 0-903541-01-7)
- J. B. Harley and Yolande O'Donoghue (Editors), The Old Series Ordnance Survey Maps of England and Wales Volume 2 : Devon, Cornwall and West Somerset, Lympne Castle, Harry Margary, 1977 (ISBN 0-903541-02-5)
- J. B. Harley, Barbara Bartz Petchenik et Lawrence W. Towner, Mapping the American Revolutionary War (The Kenneth Nebenzahl Jr. Lectures in the History of Cartography), Chicago and London, University of Chicago Press, 1978 (ISBN 0-226-31631-9)
- J. B. Harley, Ordnance Survey and Land Use Mapping : Parish Books of Reference and the County Series 1 : 2500 Maps, 1855–1918 (Historical Geography Research Series), Lancastre, Geo Books, 1979 (ISBN 0-86094-037-3)
- J. B. Harley, The Old Series Ordnance Survey Maps of England and Wales, Central England : Vol.4, Kent, Harry Margary, 1986 (ISBN 0-903541-04-1)
- (en) J. B. Harley and David Woodward (eds), The History of Cartography Volume 1 : Cartography in Prehistoric, Ancient, and Medieval Europe and the Mediterranean, Chicago and London, University of Chicago Press, 1987, 599 p. (ISBN 0-226-31633-5)
- J. B. Harley et R.R Oliver, Old Series Ordnance Survey Wales, Kent, Harry Margary, 1992, 57 p. (ISBN 978-0-903541-44-2)
- (en) J. B. Harley and David Woodward (eds), The History of Cartography Volume 2, Book 1 : Cartography in the Traditional Islamic and South Asian Societies, Chicago and London, University of Chicago Press, 1992, 579 p. (ISBN 0-226-31635-1)
- (en) J. B. Harley and David Woodward (eds), The History of Cartography Volume 2, Book 2 : Cartography in the Traditional East and Southeast Asian Societies, Chicago and London, University of Chicago Press, 1994, 970 p. (ISBN 0-226-31637-8)
- (en) J. B. Harley and David Woodward (eds), The History of Cartography Volume 2, Book 3: Cartography in the Traditional African, American, Arctic, Australian, and Pacific Societies [Full text of the Introduction by David Woodward and G. Malcolm Lewis], Chicago and London, University of Chicago Press, 1998, 639 p. (ISBN 0-226-90728-7)
- J.B. Harley. The New Nature of Maps: Essays in the History of Cartography. (Edited by Paul Laxton). Baltimore and London: The Johns Hopkins University Press, 2001.  (ISBN 0-8018-6566-2).